# 1962년 대한민국
이 문서는 1962년 대한민국에서 일어난 사건을 다룬다.

## 재임자
국가재건최고회의·제3공화국
- 대통령 : 윤보선 (~3월 22일)
  - 대통령 권한대행 : 박정희 (3월 22일~)